# Paul von Rennenkampf
Paul von Rennenkampf (eller Pavel Karlovitj Rennekampf russisk: Павел Карлович Реннекампф) (født 17. april 1854 i Konuvere (Estland guvernement) i det Russiske Kejserrige, død 1. april 1918 i Taganrog, Russiske Kejserrige) var en tyskbaltisk general i russisk tjeneste.

## Biografi
Familien Rennenkampf stammede formentlig oprindeligt fra egnen omkring Münster og Osnabrück i det nordvestlige Tyskland. Men omkring 1600 dukker navnet op i Riga, hvortil mange tyskere var udvandret. I slutningen af det 19. århundrede var familien Rennenkampf en af de rigeste i hele Baltikum. Familien ejede 21 godser i Livland og var dermed landets femtestørste jordejer.
Paul von Rennenkampf blev uddannet på kadetskolen i Helsingfors og trådte i 1873 ind i hæren. Fra 1870 til 1882 gik han på militærakademiet i Sankt Petersborg. Han klarede sig ualmindeligt godt og bestod afgangseksamen med det bedste resultat i sin årgang. Derfor kom han ind i generalstaben allerede samme år.
Her fik han en serie specialopgaver, bl.a. en post som særlig stabsofficer i det 14. armekorps, senere i Kazan militærdistrikt og hos Don Kosakkerne. I 1890 blev han udnævnt til oberst og blev så stabschef i den 14. kavaleridivision. I 1895 fik han kommandoen over det 36. dragonregiment, hvor han blev indtil 1899. Både foresatte og undergivne betragtede ham som en intelligent og aggressiv officer, på alle måder en glimrende kavaleriofficer.
I året 1900 blev han udnævnt til generalmajor, fik kommandoen over en kavaleribrigade og kæmpede i Bokseropstanden i Kina, hvor han erobrede Tsitsihar og Kirin. Han deltog også i den Russisk-Japanske krig i 1904-05. Her blev han kritiseret for sin indsats i det nordøstlige Korea. Efter slaget ved Mukden i 1905 hævdede general Aleksandr Samsonov, at Rennenkampf havde undladt at komme ham til hjælp. Efter den russisk-japanske krig deltog han i Sibirien i nedkæmpelsen af revolutionen 1905. I 1913 blev han endelig udnævnt til kommandør for militærdistriktet Wilna.
Ved starten på 1. verdenskrig fik Rennenkampf kommandoen over 1. arme, som sammen med 2. arme skulle invadere Østpreussen. Efter slaget ved Tannenberg, hvor 2. arme blev tilintetgjort og det efterfølgende slag ved de masuriske søer, hvor 1. arme blev drevet ud af Østpreussen, blev Rennenkampf udsat for hård kritik. 
Da han også tabte slaget ved Łódź i november 1914 forlod han hæren. Rennenkampf trak sig tilbage til Taganrog ved det Asovske Hav. Her blev han i 1918 fanget af kommunisterne. De opfordrede ham til at kæmpe i borgerkrigen på deres side. Det afslog han, hvorefter han blev skudt.

## Hvorfor stoppede Rennenkampf?
Efter slaget ved Gumbinnen blev Rennenkampfs 1. arme stående i den østlige ende af Østpreussen. I næsten 8 dage foretog han sig stort set ingenting, mens Samsonovs 2. arme blev nedkæmpet bare 100 km borte. Denne passivitet er en af de store gåder i krigshistorien. Rennenkampf selv nåede ikke at give sin udlægning. Derfor har der været frit spil for spekulationer.
Billedet til højre har bidraget til rygterne. Paul von Rennenkampf (nr. 2 f.v.) hygger sig med sin stab i værtshuset "Dessauer Hof" i Insterburg. I det øjeblik, hvor billedet blev taget, var Samsonovs soldater ved at blive indkredset syd for Allenstein.
Nogle, deriblandt Winston Churchill, Erich Ludendorff og Max Hoffmann, mente, at Rennenkampfs passivitet skyldtes hans had til Samsonov. Marquis de Laguiche, som var fransk attache i det russiske hovedkvarter, mente endda, at Rennenkampf var bestukket af tyskerne.
På den anden side mente Hoffmann, der personligt kendte Rennenkampf fra Manchuriet, at denne var en af de dygtigste russiske officerer, energisk og tapper. Billedet af en kryster eller forræder passer heller ikke med hans død. Han blev myrdet af kommunisterne, fordi han stædigt nægtede at kæmpe på deres side.
Årsagen ligger derfor formentlig et andet sted. Hvis Rennenkampf skulle være fortsat mod vest efter Gumbinnen, skulle han være rykket frem mellem fæstningerne Lötzen og Königsberg. Rennenkampf har formentlig overvurderet deres styrke. I sin organisation havde han seks reservedivisioner til at belejre disse fæstninger. Men de var stadig under mobilisering i Rusland.
Rennenkampf havde også set, at dele af I og XVII tyske korps trak sig ind i hhv. Königsberg og Lötzen efter slaget. Men han vidste ikke, om de var i fæstningerne eller var fortsat mod vest. Dertil kom, at guvernøren i Königsberg, generalløjtnant von Pappritz, havde taget uniformer fra byens militærskoler og delt dem ud til sine dårligt udrustede landeværnssoldater og de mange frivillige, der havde meldt sig i krigens første dage. Derfor lignede de delvis eliteenheder.
Samtidig så Rennenkampf næppe nogen grund til hastværk. Både han selv, Alelsandr Samsonov og deres fælles chef Sjilinski (russisk: Я́ков Григо́рьевич Жили́нский), var overbeviste om, at tyskerne var slået ved Gumbinnen og nu var på flugt mod vest, hvor Samsonov var godt i gang med at afskære og fange dem. Alt var altså tilsyneladende i bedste orden.